# Flaskkurbits

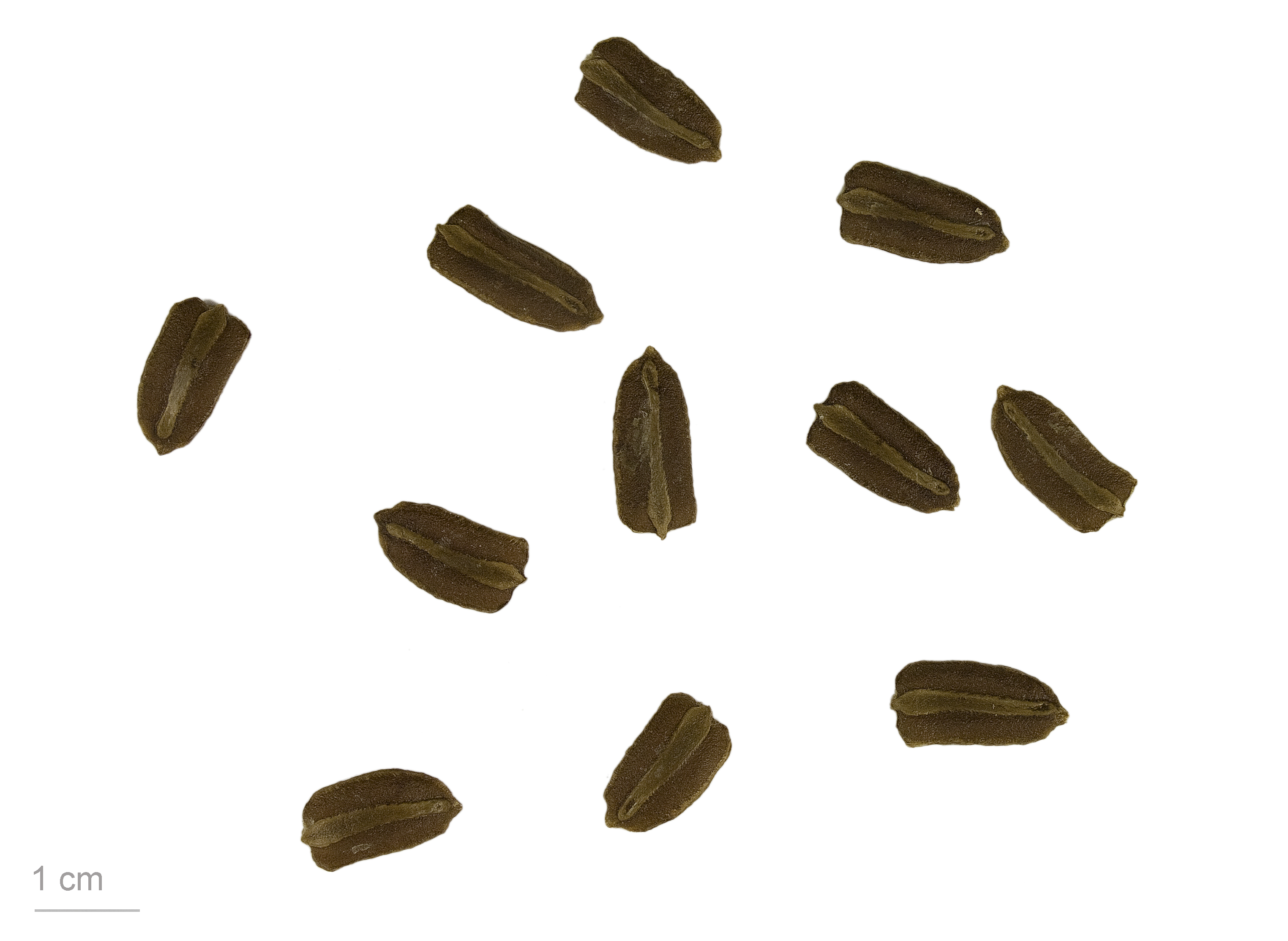
Lagenaria siceraria var peregrina

Flaskkurbits (Lagenaria siceraria) är en art i familjen gurkväxter. Växten är känd som vildväxande i Zimbabwe, men odlas i varma områden över hela världen. Frukten kan torkas, holkas ur och används till behållare eller till klanglåda för musikinstrument, såsom i en berimbau. Unga skott och omogna frukter kan användas som grönsak. Namnet kalebass eller kalabass används om de hårdskaliga typerna. Även namnformen kalebasspumpa eller kalabasspumpa förekommer.

## Grupper
Den odlade flaskkurbitsen kan delas in i olika sortgrupper beroende på fruktens utseende och användning.
- Clavata-gruppen – får långa frukter med lång rak hals. Hit hör den ätliga italienska sorten 'Cucuzzi' ('Italian edible gourd').
- Depressa-gruppen – får tillplattade frukter som används till skålar.
- Microcarpa-gruppen – får små frukter.
- Typica-gruppen – får flaskformade frukter.
- Fågelhus-gruppen – rund underdel, midja och något mindre överdel.
- Longissima-gruppen – får långa, smala, krökta frukter.
- Pyrifera-gruppen – päronformade frukter med rak "kropp".
- Skruvhals-gruppen – får frukter med lång, skruvad hals.
- Kruthorns-gruppen – får skruvade, päronlika frukter.
- Svanhals-gruppen – får frukter med lång, krökt hals.

## Synonymer
Cucumis lagenarius (L.) Dumort.
Cucumis mairei H.Lév.
Cucurbita idolatrica Willdenow
Cucurbita lagenaria L.
Cucurbita leucantha Duchesne ex Lamarck
Cucurbita longa hort.
Cucurbita siceraria Molina
Cucurbita vittata Blume
Lagenaria bicornuta Chakrav.
Lagenaria cochinchinensis M.Roem.
Lagenaria idolatrica (Willd.) Ser. ex Cogn.
Lagenaria lagenaria  (L.) Cockerell nom. illeg.
Lagenaria leucantha (Duchesne ex Lamarck) Rusby
Lagenaria leucantha var. clavata Makino
Lagenaria leucantha var. depressa (Seringe) Makino
Lagenaria leucantha var. hispida (Thunb.) Nakai
Lagenaria longissima hort.
Lagenaria microcarpa Naudin
Lagenaria siceraria (Molina) Standl.
Lagenaria siceraria convar. clavatina Grebenšč.
Lagenaria siceraria convar. cugurda Grebenšč.
Lagenaria siceraria f. depressa (Seringe) Hiroe.
Lagenaria siceraria f. microcarpa (Naudin) Hiroe.
Lagenaria siceraria subsp. asiatica (Kobyakova) Heiser
Lagenaria siceraria var. gourda (Ser.) Hara
Lagenaria siceraria var. hispida (Thunb.) Hara
Lagenaria siceraria var. laevisperma Millán
Lagenaria siceraria var. makinoi (Nakai) Hara
Lagenaria siceraria var. turbinata (Ser.) Hara
Lagenaria vittata Ser.
Lagenaria vulgaris Ser.
Lagenaria vulgaris subsp. africana Kobyakova
Lagenaria vulgaris subsp. asiatica Kobyakova
Lagenaria vulgaris var. depressa Seringe
Lagenaria vulgaris var. viscosa Eggers
Pepo lagenarius (L.) Moench

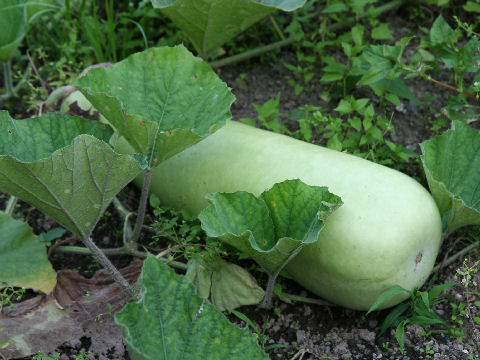
Sort ur Clavata-gruppen
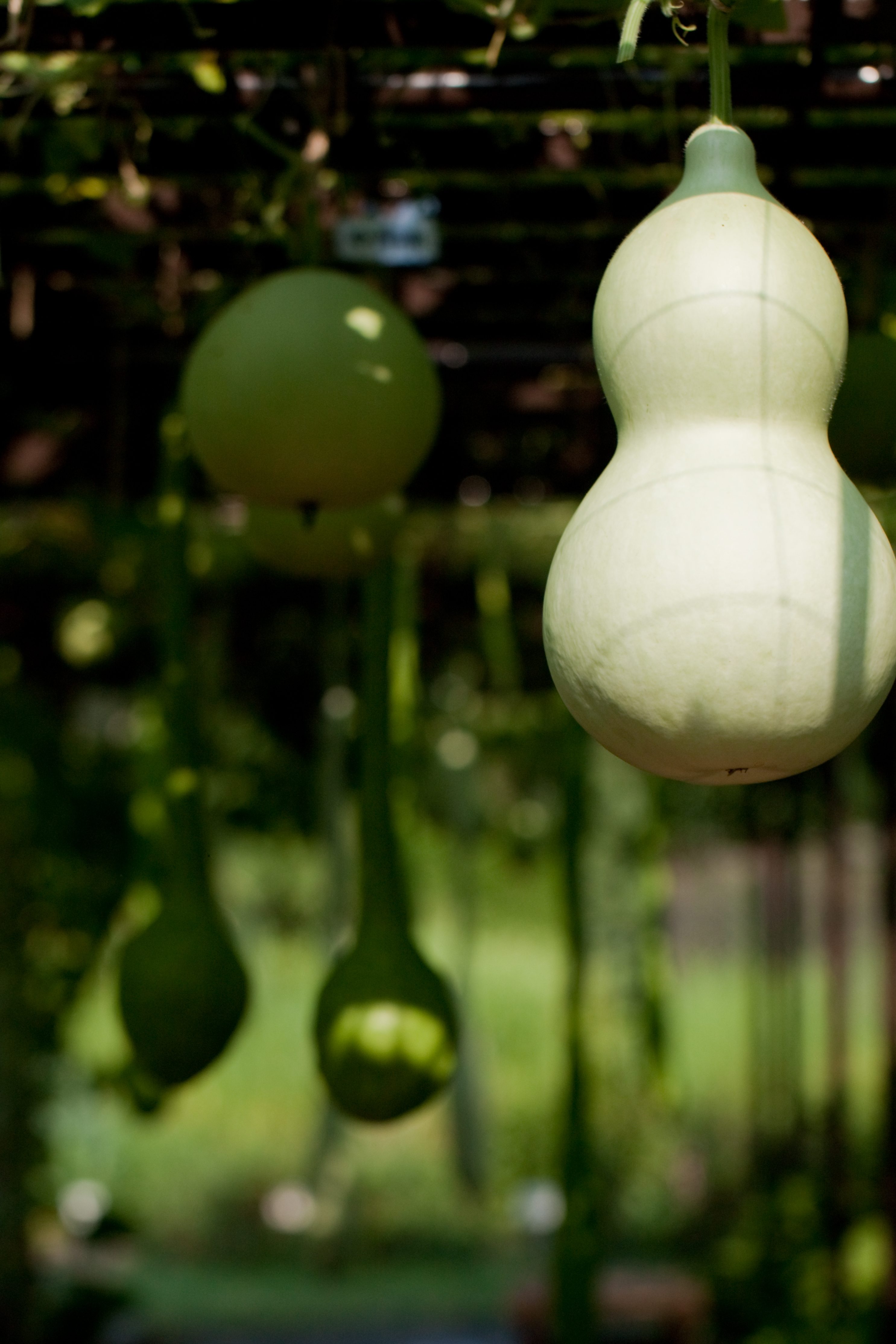
Sort ur Typica-gruppen
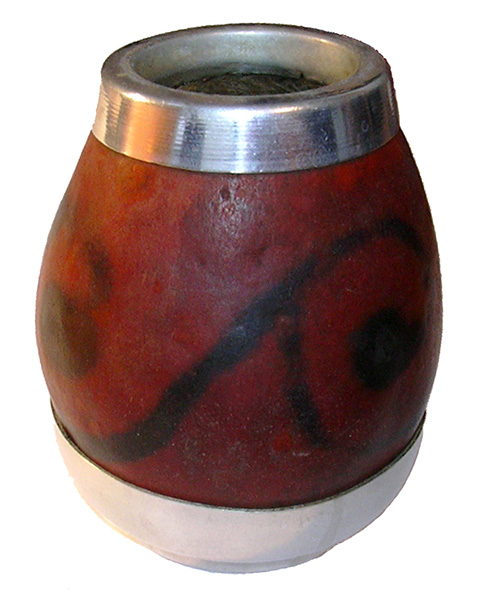
Ett kalebasskärl för mate
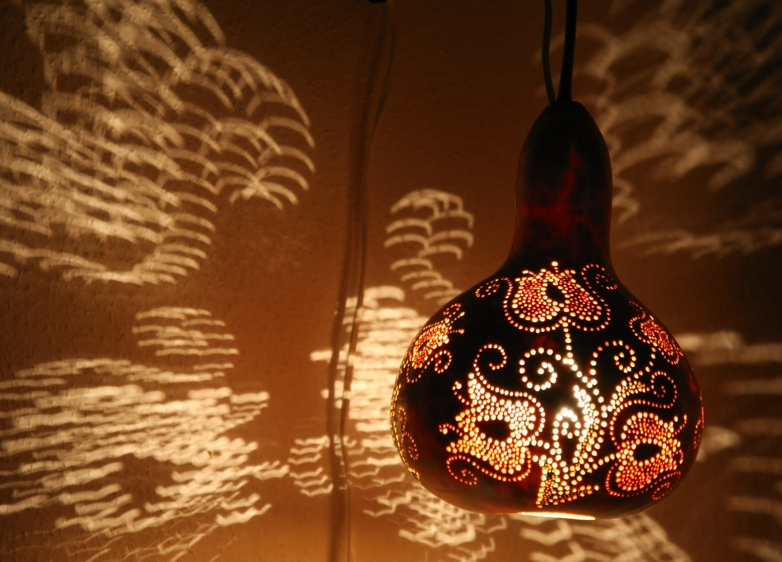
Lampa av kalebass